# 鈴木裕太
鈴木 裕太（すずき ゆうた、2000年8月2日 - ）は、新潟県新潟市西区出身の元プロ野球選手（投手）。右投右打。

## 来歴

### プロ入り前
新潟市立東青山小学校では2年時に東青山ブルーソックスで野球を始め、新潟市立小針中学校では新潟シニアに所属していた。なお、同級生に荘司康誠がいた。
日本文理高校進学後、2年夏は新潟県大会を制し、第99回全国高等学校野球選手権大会に出場に貢献。初戦の鳴門渦潮高校戦では先発するも、自責は0だったが、3回途中2失点でマウンドを降りた。続く2回戦の西巻賢二擁する仙台育英高校戦では登板無く敗れた。3年春には新潟県の高校生で初の150km/hを記録。
2018年10月25日に行われたドラフト会議では、東京ヤクルトスワローズに6位指名を受け、契約金2200万円、年俸480万円（金額は推定）で入団した。背番号は56。

### プロ入り後
2019年は、イースタン・リーグで19試合に登板し、0勝2敗、防御率8.84を記録した。
2020年は、イースタン・リーグで24試合に登板し、1勝2敗2セーブ、防御率4.94を記録した。
2021年は、イースタン・リーグで20試合に登板し、0勝0敗0セーブ、防御率3.09を記録。4月1日には、球団内で発生した新型コロナウイルス感染の影響により二軍野手が不足したことを受け、日本ハムとの二軍戦で試合途中から右翼手として起用されるなど、野手としても3試合に出場した。
2022年は、イースタン・リーグで34試合に登板し、4勝2敗、防御率3.95を記録。5月12日 - 14日、及び7月12日 - 28日に一軍登録されたが、共に登板機会がなく、この年も一軍での登板は無しに終わり、10月28日に戦力外通告を受けた。その後、11月23日に育成選手として再契約した。背番号は014。
2023年は、イースタン・リーグに26試合に登板し、0勝0敗0セーブ、防御率7.18の成績で、10月2日に戦力外通告を受けた。

### ヤクルト退団後
2025年時点で社会人クラブチーム、野田サンダーズでプレーをしている。

## 選手としての特徴
最速153km/hの速球とキレのある変化球が武器。

## 詳細情報

### 年度別投手成績
- 一軍公式戦出場なし

### 背番号
- 56（2019年 - 2022年）
- 014（2023年）